# The cradle will rock
The Cradle Will Rock és una obra musical de 1937de Marc Blitzstein. Originalment formava part del Federal Theater Project, va ser dirigit per Orson Welles i produït per John Houseman. Una al·legoria brechtiana de la corrupció i la cobdícia corporativa, inclou una panòplia de figures socials. Ambientat a "Steeltown, EUA", segueix els esforços de Larry Foreman per sindicar els treballadors de la ciutat i combatre el dolent i cobejós home de negocis Mr. Mister, que controla la fàbrica, la premsa, l'església i l'organització social de la ciutat. La peça és gairebé totalment cantada, amb moltes qualitats operístiques qualitats, tot i que Blitzstein incloïa estils de cançons populars de l'època.
El WPA va tancar temporalment el projecte uns dies abans que fos estrenat a Broadway. Per evitar restriccions governamentals i sindicals, l'espectacle es va representar el 16 de juny de 1937 amb Blitzstein tocant el piano a l'escenari i els membres del repartiment cantant les seves parts des del públic.
El repartiment original estava format per John Adair, Guido Alexander, Marc Blitzstein, Peggy Coudray, Howard Da Silva, George Fairchild, Robert Fransworth, Edward Fuller, Will Geer, Maynard Holmes, Frank Marvel, Charles Niemeyer, Le Roi Operti, Jules Schmidt, George Smithfield, Olive Stanton i Bert Weston.
The Cradle Will Rock es va repetir de gener a abril de 1938 com a part de la primera temporada del Mercury Theatre, una companyia de repertori independent fundada per Welles i Houseman. Es va gravar i publicar una versió abreujada de la producció el 1938, el primer enregistrament de repartiment original mai realitzat.

## Sinopsi
Situació: Steeltown, EUA
Acte I
Moll, una jove prostituta, és empresonada a la presó quan es nega a acceptar els diners d'un policia corrupte. Aviat se li sumen els líders del Comitè de la Llibertat, un grup anti-sindical acusat erròniament d'activitats pro-sindicals. Mentre els membres del comitè criden al seu mecenes, l'industrial Mr. Mister, per alliberar-los, un vagabund anomenat Harry Druggist es fa amic de Moll i explica que va perdre el seu negoci a causa del Mr. Mister.
Llavors, Harry revela com Mr. Mister va arribar a dominar Steeltown: anys abans, durant la Primera Guerra Mundial, la dona de Mr. Mister pagà al sacerdot de la ciutat, el Reverend Salvation, per predicar sermons que donessin suport als interessos del seu marit. Editor Daily, el cap del diari local, començà a publicar articles que atacaven el sindicat siderúrgic i el seu líder, Larry Foreman, alhora que contractà l'inepte Junior Mister com a corresponsal estranger. Gus Polack,
membre recentment elegit del sindicat, és assassinat en un cotxe bomba que també mata la seva dona i el fill de Harry, Stevie. A Harry se li pressiona perquè calli i, posteriorment, perd el permís comercial, caient en la desesperació absoluta.
Acte II
Finalment, tots els ciutadans destacats de Steeltown s'uneixen al Comitè de la Llibertat, inclosos Salvation, Daily, el pintor Dauber i el violinista Yasha. Amb el seu suport, el govern de Mr. Mister sobre la ciutat és aparentment inamovible.
Més tard aquella nit, Larry és arrestat i apallissat per distribuir fulletons. Insta els altres a unir-se a ell i aixecar-se contra Mr. Mister, dient que, amb el temps, "el bressol es balancejarà".
Un flashback mostra Mr. Mister persuadint el president Prexy de la Universitat de Steeltown per amenaçar els estudiants amb l'expulsió si no s'uneixen a l'exèrcit. Al doctor Specialist, el president del Comitè de la Llibertat, se li diu que tapi la mort d'un treballador de l'acer acotant-lo com un accident borratxo. Ho fa fins i tot quan la germana del treballador, Ella Hammer, s'enfronta a ell per saber la veritat.
Més tard aquella nit, arriba el Mr. Mister i rescata els membres del comitè. S'ofereix a pagar Foreman, però es nega. Mentre el comitè el burla, declara desafiant que el poder de Mr. Mister sobre Steeltown aviat acabarà quan cau el teló.

## Llista de números musicals
Font: Guia de teatre musical i llistat de Internet Broadway Database Listing
- "Moll's Song (I'm Checkin' Home Now)" – Moll
- "Moll and Gent" – Moll, Gent
- "Moll and Dick" – Moll, Dick
- "Moll and Druggist" – Moll, Harry Druggist
- "Oh, What a Filthy Night Court!" – Editor Daily, President Prexy, Yasha, Dauber, Doctor Specialist, Reverend Salvation
- "Mrs. Mister and Reverend Salvation" – Mrs. Mister, Reverend Salvation
- "Croon Spoon" – Junior Mister, Sister Mister
- "The Freedom of the Press" – Editor Daily, Mr. Mister
- "Let's Do Something" – Junior Mister, Sister Mister
- "Honolulu" – Editor Daily, Junior Mister, Mr. Mister, Sister Mister
- "Drugstore Scene" – Druggist, Steve, Bugs
- "Gus and Sadie Love Song" – Gus Polock i Sadie Polock
- "The Rich" – Yasha, Dauber
- "Ask Us Again" – Yasha, Dauber, Mrs. Mister
- "Art for Art's Sake" – Yasha, Dauber
- "Nickel Under the Foot" – Moll
- "Leaflets" – Larry Foreman
- "The Cradle Will Rock" – Larry Foreman
- "Faculty Room Scene" – Mr. Mister, President Prexy, Professor Mamie, Professor Trixie, Professor Scoot
- "Doctor i Ella" – Ella Hammer
- "Joe Worker" – Ella Hammer
- "Finale/The Cradle Will Rock (reprise)" – Larry Foreman, Conjunt

## Principals papers cantants
- Moll - mezzosoprano
- Ella Hammer - mezzosoprano
- Editor Daily - tenor
- Larry Foreman - baríton
- Mr. Mister - baix
- Mrs. Mister - mezzosoprano
- Rev. Salvation- baix / baríton

## La producció original

### Federal Theater Project
Una producció del Federal Theatre Project, The Cradle Will Rock, havia de començar les prèvies a Broadway el 16 de juny de 1937 al Maxine Elliott's Theatre amb escenografies elaborades i una orquestra completa. La producció va ser tancada quatre dies abans de la seva estrena per la WPA, que va afirmar que, a causa de les retallades pressupostàries, estava reorganitzant els seus projectes artístics i totes les estrenes de peces teatrals, musicals, concerts i galeries d'art de WPA. s'haurien de retardar fins després de l'1 de juliol; no obstant això, molts van afirmar que el musical havia estat censurat perquè la trama sindical era "massa radical". El teatre va ser tancat i cadenat i envoltat de seguretat per evitar que algú robés accessoris o vestuari, propietat del govern dels Estats Units.
Welles, Houseman i Blitzstein, buscant una manera de produir en privat l'espectacle, van llogar el Venice Theatre, molt més gran, i un piano just a temps per a la funció prèvia prevista el 16 de juny de 1937. Els 600 membres del públic, que s'havien reunit fora del Maxine Elliot Theatre per a la vista prèvia, van desplaçar-se 21 illes al nord fins al Venice Theatre; molts eren a peu. Amb les entrades originals esgotades, el públic es va fer encara més gran quan els creadors del programa van convidar la gent del carrer a assistir-hi gratuïtament. El sindicat de músics es va negar a tocar per a l'espectacle a menys que Houseman els pogués proporcionar els seus salaris íntegres i l'Actors' Equity Association va declarar que els seus membres no podien actuar a l'escenari al nou teatre sense l'aprovació del productor original (el govern federal). Així, els creadors del programa van planejar que Blitzstein interpretés el musical sencer al piano. Just després de començar el primer número, Olive Stanton, l'actriu que interpretava a Moll, es va unir a Blitzstein des del públic. Durant la resta de la representació, diversos actors es van unir a Blitzstein i van interpretar tot el musical. Segons el The New York Times, la descripció de la producció original, "Les persones que van escoltar la partitura i els fragments de l'òpera ahir a la nit no van tenir cap impressió clara, excepte que el seu tema era que els treballadors de l'acer s'unissin a un sindicat". El poeta Archibald MacLeish, que estava entre el públic, "va elogiar la" vitalitat "del Federal Theater Project."
Houseman va determinar que no hi havia restriccions legals per interpretar el musical amb un nou patrocinador financer i, a partir del 18 de juny, Helen Deutsch, agent de premsa del Theatre Guild, va acordar servir de patrocinador financer de The Cradle Will Rock; els actors van rebre una excedència de dues setmanes del WPA i, en un acord amb Actors 'Equity, Deutsch va pagar als 19 membres del repartiment 1500 dòlars per les representacions de les dues setmanes. Dos dies després, Houseman va anunciar que, en cas que la producció resultés reeixida, la durada de dues setmanes es continuaria indefinidament. Houseman també va anunciar que el musical continuaria representant-se amb Blitzstein tocant el piano a l'escenari i els membres del repartiment cantant entre el públic. Va afirmar que això feia sentir al públic com a part de l'espectacle, afirmant: "Sempre hi ha hagut la pregunta de com produir un espectacle laboral, de manera que el públic sent que forma part de la representació. Aquesta tècnica sembla resoldre aquest problema i és exactament l'adequat per a aquesta peça en concret". L'èxit de la representació va portar a Welles i Houseman a formar el Mercury Theatre.

### Mercury Theatre

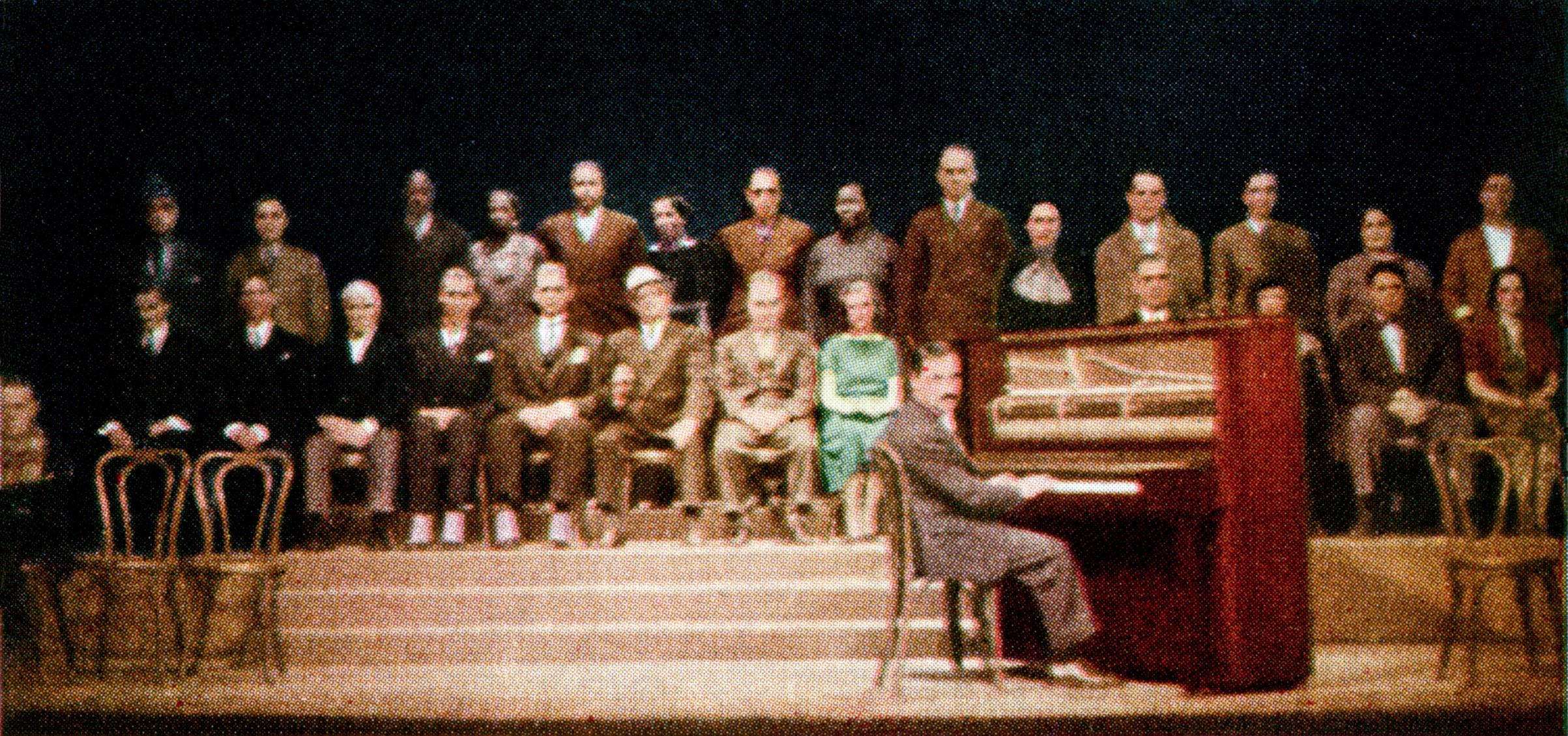
Repartiment sencer de la presentació del Mercury Theatre de The Cradle Will Rock, amb tots els efectes escènics utilitzats

The Cradle Will Rock va ser presentada pel Mercury Theatre com a part de la seva temporada inaugural. El 5 de desembre de 1937 va estrenar-se en versió reduïda d'oratori els diumenges al vespre al Mercury Theatre, amb els decorats de Caesar i dues fileres de cadires. El repartiment incloïa Will Geer, Howard Da Silva, Hiram Sherman, un cor de 12, i Marc Blitzstein al piano.
Presentada pel Mercury Theatre i Sam H. Grisman, la versió d'oratori de The Cradle Will Rock es va traslladar al Windsor Theatre el 4 de gener de 1938. A mitjans de febrer va tornar al Mercury Theatre i va completar la seva cursa de 13 setmanes el 2 d'abril de 1938.

## Produccions posteriors

### Broadway i Off-Broadway
El musical es va tornar a produir a Broadway el 26 de desembre de 1947, al teatre Mansfield (actual Brooks Atkinson), després es va traslladar al The Broadway Theatre) amb un repartiment que incloïa Alfred Drake (Larry Foreman), Vivian Vance (Mrs. Mister), Jack Albertson (Yasha) i el membre del repartiment original Will Geer (Mr. Mister). La producció va ser dirigida per Howard Da Silva i va fer 34 representacions.
L'espectacle es va refer a l'Off-Broadway el 1964 en una producció protagonitzada per Jerry Orbach (Larry Foreman), Nancy Andrews (Mrs. Mister), i Lauri Peters (Moll), dirigida per Howard Da Silva. Leonard Bernstein va actuar com a supervisor musical del director musical Gershon Kingsley. La producció es va presentar al Teatre Quatre durant 82 representacions. Aquesta producció va guanyar el Premi Obie com a millor producció musical i Dean Dittman (que va interpretar l'Editor Daily) va guanyar l'Obie per l'actuació distingida.
The Acting Company va presentar una producció Off-Broadway al American Place Theatre del 9 de maig de 1983 al 29 de maig de 1983, dirigida per John Houseman i amb una introducció oral de Houseman i protagonitzada per Patti LuPone. Aquesta producció es va fer "en un escenari fosc, decorat només amb cadires i la il·luminació poètica de Dennis Parichy. Al centre mort hi ha el piano vertical, el jugador expert del qual, Michael Barrett, fa els anuncis de l'escenografia brechtiana com Blitzstein una vegada ho va fer."

### Altres produccions
Les orquestracions de rarament escoltades de Blitzstein es van utilitzar en un 21 de febrer de 1960, emès per la New York City Opera amb Tammy Grimes i David Atkinson.
L'espectacle es va produir el 1985 a The Old Vic (prop de l'estació de Waterloo) amb antics membres de The Acting Company. En aquesta producció, Patti LuPone va repetir el seu paper de Moll i va ser guardonada amb un premi Olivier a la millor actriu en un musical.
La producció de Chicago de Splinter Group Theatre el 1994 va ser nomenada una de les deu millors obres de l'any pel Chicago Tribune. Dirigit per Matt O'Brien, amb direcció musical de Jim Collins, l'estil de producció va recrear l'enfocament dels ossos necessaris per a la nit d'obertura de la producció de 1937, i posteriorment es va transferir de l'espai del grup Splinter a Wicker Park al més gran Theatre Building de Chicago, durant un total de tres mesos a les dues ubicacions.
Mehmet Ergen va dirigir una producció a Londres per al 10è aniversari de l'Arcola Theatre el 2010 amb Alicia Davies, Stuart Matthew Price, Morgan Deare, Chris Jenkins i Josie Benson. Va ser l'últim espectacle a la ubicació del carrer Arcola, abans que la companyia es traslladés al seu nou espai, davant de l'estació de Dalston Junction.
El Festival de Teatre d'Estiu Oberlin van dur a terme una producció d'estiu estoc en 2012. dirigida per Joey Rizzolo, un dels neo-futuristes neoyorkins (que són coneguts pel seu enfocament de Brecht en el teatre), la producció es va obrir amb gran èxit de crítica.

## Resposta